# Itame fascioferaria
Itame fascioferaria là một loài bướm đêm trong họ Geometridae.